# Peter Scherber

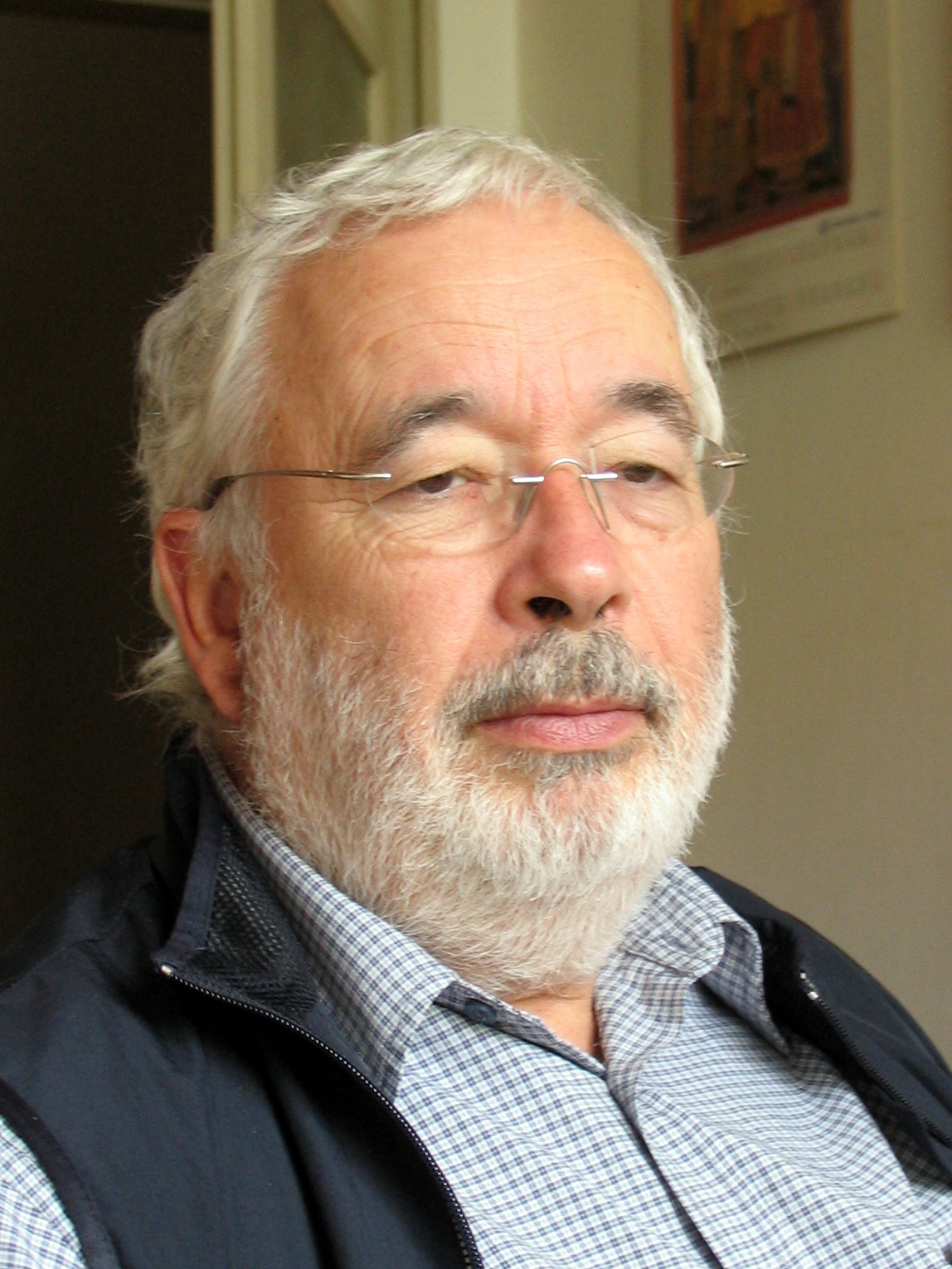
Peter Scherber (2005)

Peter Scherber (* 4. September 1939 in Eberswalde) ist ein deutscher Slawist, Literaturwissenschaftler und Übersetzer.

## Akademische Laufbahn
Scherber legte seine Matura 1961 auf dem Ludwig-Georgs-Gymnasium in Darmstadt ab und studierte anschließend Slawistik und Soziologie auf der Johann-Wolfgang-Goethe-Universität in Frankfurt am Main, unter anderem bei Anton Slodnjak, Theodor Adorno, Jürgen Habermas und Max Horkheimer. 1970 promovierte er zum Thema Die slovenische Elegie. Studien zur Geschichte der Gattung. 1779-1879. Danach war Scherber Assistent am Institut für Slawische Philologie der Georg-August-Universität Göttingen. 1977 absolvierte er eine Weiterbildung am Lehrinstitut für Dokumentation in Frankfurt am Main, dem ab 1983 eine Anstellung bei der Gesellschaft für wissenschaftliche Datenverarbeitung in Göttingen folgte. Dort beschäftigte er sich mit der Entwicklung eines Programms für die Verarbeitung nichtnumerischer Daten, mit Sprache und künstlicher Intelligenz sowie einem Serverkonzept für die Wissenschaft. Er war beteiligt an einem Projekt für die Entwicklung optischer Texterkennung. 1986 habilitierte Scherber sich auf der Georg-August-Universität Göttingen, wo er 1992 zum außerordentlichen Professor ernannt wurde und bis 2003 angestellt war. 1996 und 2004 war Scherber Gastprofessor in Ljubljana, 1990 Gastdozent in Oldenburg, seit 2004 war er mehrmals Gastprofessor am Institut für Slawistik der Universität Wien, wo er noch nach seiner Pensionierung 2006 Lehraufträgen nachging. Seit 2003 lebt er in Wien.
Zu seinen literaturwissenschaftlichen Forschungsgebieten zählen der deutsche Einfluss auf die Anfänge der slowenischen Literatur, die Periodisierung der slowenischen Literatur, Ivan Cankar, slowenischer Expressionismus, das Sonett und der Sonettenkranz sowie die slowenische Avantgarde. 1977 veröffentlichte er das Wörterbuch Slovar Prešernovega pesniškega jezika (Maribor, 1977 Obzorja), das erste slowenische Wörterbuch, das mit Computerunterstützung angefertigt wurde. Scherber tippte hierfür das gesamte Opus von France Prešeren ab. Hierzu musste er auf die Hilfe von Hackern zurückgreifen, um eine slowenische Tastaturbelegung einrichten zu können. Vermutlich handelte es sich dabei um die erste slowenische Tastatur überhaupt.

## Tätigkeit als Übersetzer
Scherbers übersetzerische Tätigkeit begann in den 1980er Jahren mit Übersetzungen von Hörspielen, unter anderem von Dane Zajc, Rudi Šeligo, Vitomil Zupan, Andrej Hieng und Milan Jesih, für den Hessischen Rundfunk und für das öffentlich-rechtliche Fernsehen Sloweniens. Mit besonderem Interesse widmete er sich dem Prosawerk Rudi Šeligos. Zu den von ihm übersetzten Autoren zählen ferner Branko Hofman, Jože Hudeček, Lojze Kovačič, Mojca Kumerdej, Maja Novak und Boris Pahor. Literarisches Übersetzen ist außerdem Thema seiner wissenschaftlichen Arbeiten und seiner universitären Lehre. Scherber ist u. a. Mitglied im Verein SO_Übersetzen – Verein zur Förderung literarischer Übersetzungen aus slawischen Sprachen Südosteuropas und zählte zu den Teilnehmern der ersten Stunde bei den Übersetzungsworkshops der Slowenischen Buchagentur JAK. 2011 erhielt er den Pretnar-Preis, einen jährlich vergebenen Preis für Verdienste um die Vermittlung slowenischer Literatur.

## Übersetzungen (Auswahl)
- Branko Hofman: Nacht bis zum Morgen. Mit Sabina Reese, München, 1982.
- Rudi Šeligo: Erhörte Erinnerung. Ljubljana, 1996
- Rudi Šeligo: Abba. Auswahl aus Erzählungen. Ljubljana, 1996.
- Lojze Kovačič: Wirklichkeit. In: Fragmente der Realität, Ljubljana, 2001.
- Boris Pahor: Kampf mit dem Frühling. Stuttgart, 1997.
- Erzählungen von Maja Novak und Mojca Kumerdej in: Aleš Šteger, Mitja Čander (Hg.): Zu zweit nirgendwo. Neue Erzählungen aus Slowenien. Frankfurt am Main: Suhrkamp, 2006.
- Jože Hudeček: Legenda. Graz, 2005.
- Maja Novak: Die Katzenpest. Mit Tadeja Lackner-Naberžnik, Ljubljana, 2013.